# 加尔省罗什福尔

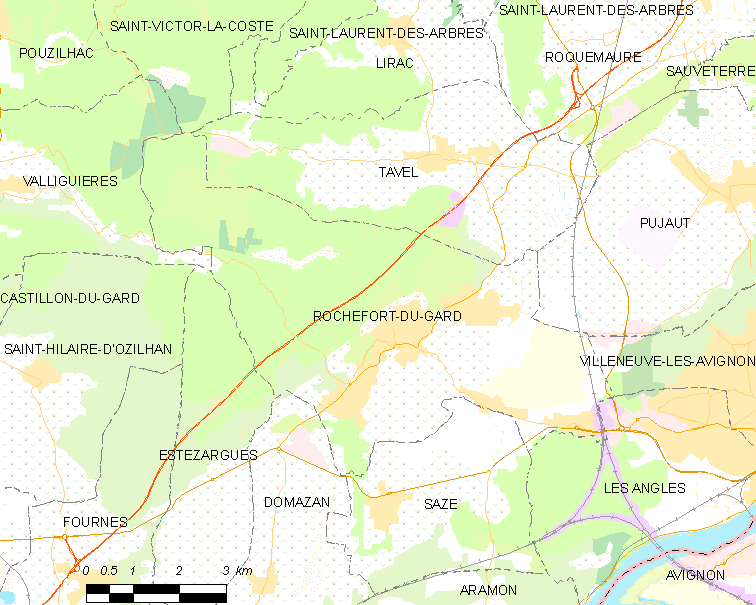
加尔省罗什福尔市镇地图

加尔省罗什福尔（法語：Rochefort-du-Gard），音译为“罗什福尔迪加尔”，是法国奥克西塔尼大区加尔省的一个市镇，位于该省东部，属于尼姆区和大阿维尼翁城市圈公共社区。该市镇的总面积34.03平方公里，海拔在48至267米之间，2017年时的人口为7532人。

## 人口
加尔省罗什福尔人口变化图示